# Mammillaria aurihamata
Espèce
Statut de conservation UICN

 LC B1ab(iii,v)+2ab(iii,v) : Préoccupation mineure
Mammillaria aurihamata est une espèce de cactus du genre Mammillaria endémique de l'état San Luis Potosi, au Mexique.

## Description
La plante est constituée d'un tronc central, couvert d'épines à la pointe recourbée, placées autour de nœuds doublées de poils. Ces poils servent principalement à réguler la consommation et la retenue de l'eau dans la plante, une meilleure régulation de la température et une barrière pour certains insectes.
La floraison (en Europe et plus généralement au niveau du tropique du Cancer) se fait de mars à juillet. Les fleurs d'albilanata se présentent la plupart du temps en couronne, sur la partie supérieure de la plante, exposée à la lumière du soleil et aux insectes et oiseaux pollinisateurs. Les fleurs sont campanulées, de couleur blanche à rose carmin.

## Étymologie
Le terme provient de deux mots latins: 
Mammillaria: en forme de mamelle, proéminence.
et 
aurihamata (lui-même formé de deux mots, auri et hamatus): qui a trait à l'or, qui est doré et qui a des crochets recourbés.

## Habitat
D'après les données disponibles, son endémisme est limité à l'état mexicain de San Luis Potosi.
M. aurihamata croît du niveau des mers jusqu'à environ 2500m d'altitude.

## Synonymes et sous-espèces
- Mammillaria aureoviridis Heinrich (synonyme)
- Mammillaria aurihamata Boed. (synonyme)
- Mammillaria brevicrinita Repp. (synonyme)
- Mammillaria erectohamata Boed. (synonyme)
- Mammillaria leucantha Boed. (synonyme)
- Mammillaria moeller-valdeziana Appenz. (synonyme)
- Mammillaria puberula Repp. (synonyme)
- Mammillaria tezontle W.A. Fitz Maur. & B. Fitz Maur. (synonyme)

## Galerie

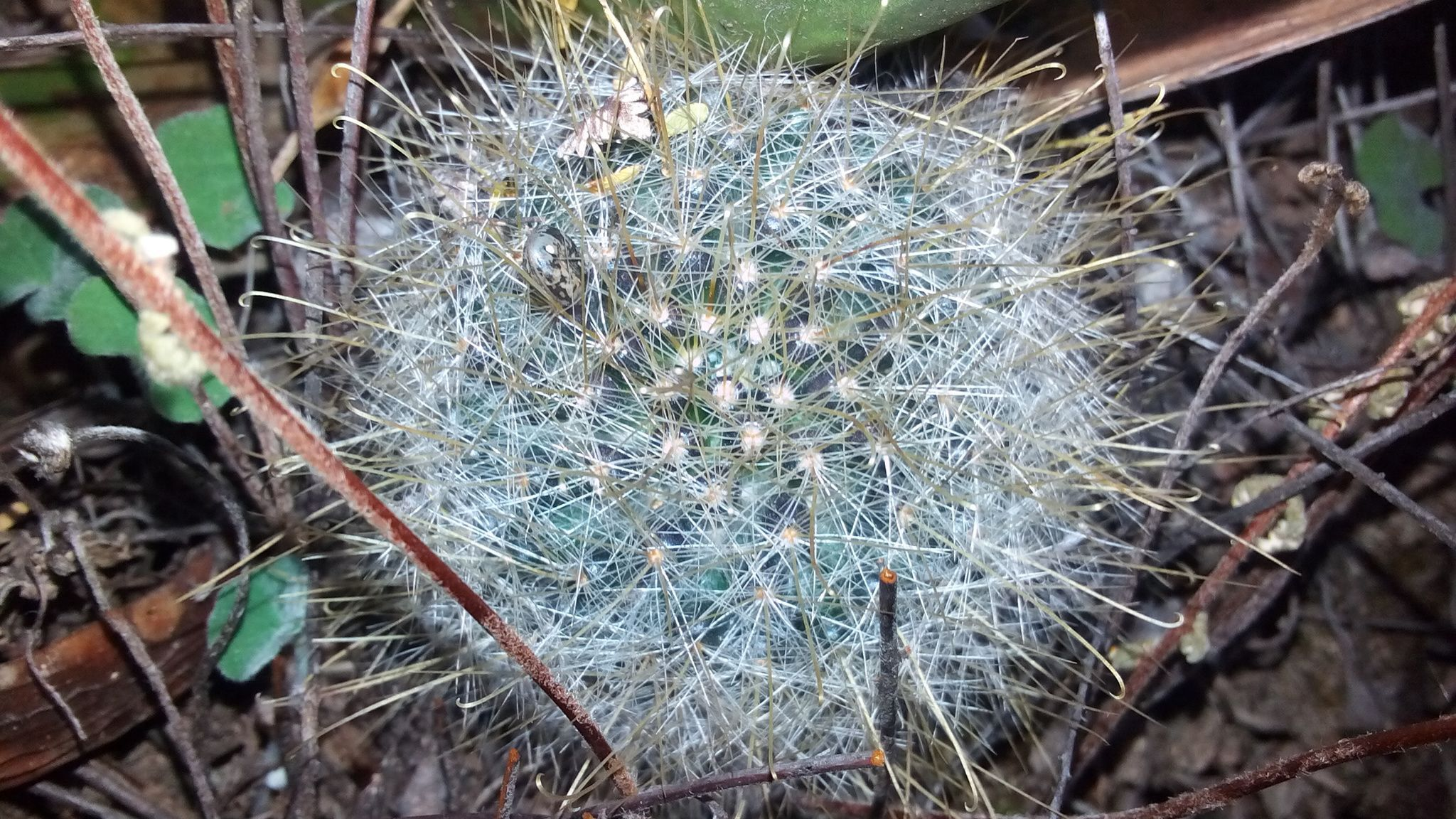
Mammillaria aurihamata; El Refugio, près de Cedral (San Luis Potosi), état de San Luis Potosi, 2017